# Amnesia: A Machine for Pigs
Amnesia: A Machine for Pigs es un videojuego de terror desarrollado por The Chinese Room y distribuido por Frictional Games. El juego es una secuela indirecta de Amnesia: The Dark Descent, juego desarrollado por Frictional Games. Aunque se encuentra ambientado en el mismo universo que el juego anterior, ocurre en otra época y con nuevos personajes. El juego estuvo en preventa el 16 de agosto de 2013 y fue lanzado el 10 de septiembre de 2013.

## Argumento
El juego presenta varias historias. Algunas ocurren en el pasado, otras en el presente, y algunas pueden ser reales y otras imaginarias. Ambientada en la víspera del año nuevo en Londres, 1899, presenta al protagonista Oswald Mandus, un adinerado industrial y carnicero. Al comienzo del juego, se despierta después de sufrir una fiebre que duró varios meses, después de regresar de una "desastrosa" expedición a México. Durante la aventura, Mandus escucha las voces de sus hijos, Edwin y Enoch, llamándolo y guiándolo a distintas áreas del juego.
Mandus recibe una llamada por teléfono de "el Ingeniero", quien le dice que Edwin y Enoch han sido atrapados en las profundidades, en la "Máquina" que Mandus creó debajo de su casa. Para empeorar las cosas, la Máquina ha sido saboteada, poniendo a sus hijos en peligro. El Ingeniero indica a Mandus que debe limpiar las tuberías y volver a encender la Máquina, guiándolo a través de llamadas telefónicas por toda la fábrica. Sin embargo, Mandus se encontrará con un obstáculo, los Manpigs, monstruos deformes con forma de cerdo que patrullan en las profundidades por las que desciende.
Eventualmente, Mandus logra reactivar la Máquina, pero el Ingeniero lo traiciona, tomando el control y soltando a los Manpigs por las calles de Londres para cazar víctimas que lo alimenten. Mandus logra recuperar la memoria, recordando los acontecimientos recientes: luego de regresar de México, Mandus fue consumido por la obsesión producida por una visión del futuro acerca del "huevo", algo así como un Orbe, donde sus hijos son asesinados en la Batalla del Somme. Enloqueciendo debido a esta visión, Mandus decide que no quiere que esto suceda, por lo que construye la Máquina para crear un ser todopoderoso a través de sacrificios humanos masivos, para salvar a la humanidad de su propia destrucción, incluyendo a sus hijos, los que mató él mismo.
Tras recordarlo todo, Mandus se aferra a la idea que finalizar lo que comenzó destruyendo a la Máquina. A pesar de las continuas súplicas del Ingeniero, quien cree que el mundo estará mejor si la Máquina lo consume, Mandus logra recrear gran parte del sabotaje. Después de esto, llega a la cámara interior, donde habita el Ingeniero, que no es más que un fragmento del alma de Mandus. Mandus se sacrifica, entregándose a la Máquina, dándole fin tanto a ella como al Ingeniero, y a los horrores ocurriendo en la superficie.
- Datos: Q3614490